# Harzer Seeland

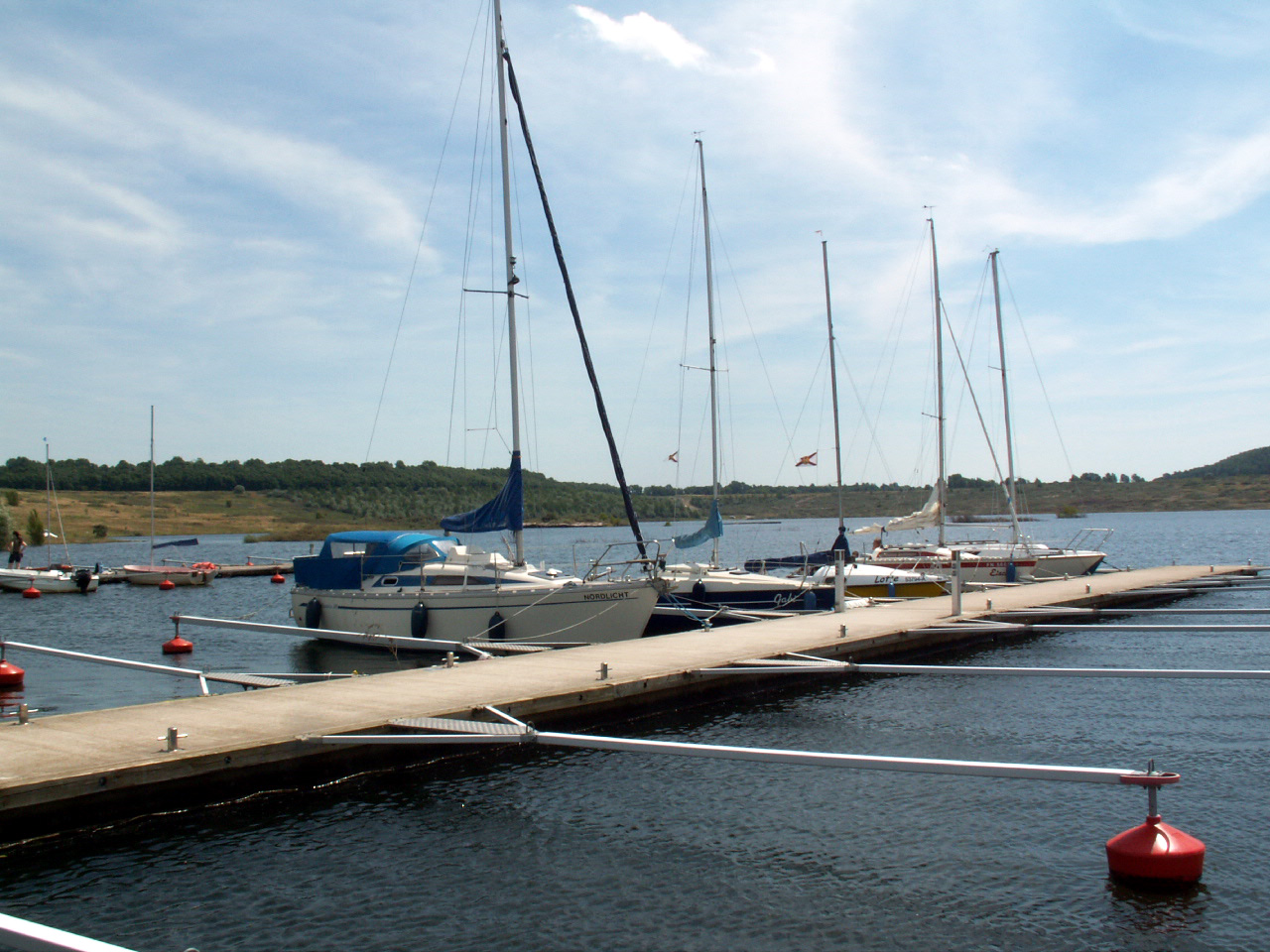
Bootsanleger am Concordiasee

Das Harzer Seeland ist ein Erholungs- und Freizeitzentrum im ehemaligen Braunkohletagebau Nachterstedt/Sachsen-Anhalt.

## Einweihung
Die offizielle Einweihung des Naherholungsgebietes fand am 17. August 2002 statt. Zum Harzer Seeland gehört neben dem touristisch genutzten Concordiasee der Königsauer See, der aus Naturschutzgründen nicht zugänglich ist. Der See weist Biotopstrukturen auf. Des Weiteren erhaltenswert sind die geologischen Sachzeugen in Form von Erosionsformen sowie Aufschlüssen.

## Angebote
Zum Seeland gehören ein Anleger für 80 Boote, eine Ferienhaussiedlung und ein Campingplatz. Außerdem wird ein Reitsportzentrum mit  Reithallen und  Stallungen für 80 Pferde betrieben. Ferner verkehrte von Mai 2005 bis zum Unglück im Juli 2009 ein für 250 Personen ausgelegtes  Fahrgastschiff, die „MS Seelandperle“, auf dem Concordiasee. Nahe Neu Königsaue liegt das 80.000 m² umfassende Abenteuerland Harzer Seeland, der größte Spielplatz Sachsen-Anhalts. Nördlich von Frose befindet sich der sogenannte Bürgerpark, ein bewaldetes Haldengebiet mit 250 ha Ausdehnung und rund 15 km ausgebauten Wanderwegen.

## Erdrutsch
Am Südufer des Sees befand sich der Aussichtspunkt Nachterstedt, wo von der früheren Grubenbahn eine 75 t schwere E-Lok und ein 25-m³-Abraumwagen auf einer 30 Meter langen Gleisanlage zu besichtigen waren. Sie wurden beim Abrutschen eines 350 mal 150 Meter breiten Landstreifens am 18. Juli 2009 ebenso wie zwei Wohnhäuser mit in den Concordiasee gerissen. Dabei kamen drei Menschen zu Tode.